# Bomberman Ultra
Bomberman Ultra est un jeu vidéo d'action développé et édité par Hudson Soft. Il est sorti en 2009 sur PlayStation 3 en téléchargement à partir du PlayStation Network.

## Système de jeu
Bomberman Ultra reprend le gameplay classique des précédents opus de la série Bomberman. Une partie se déroule sur un plateau de jeu en vue de dessus. L'objectif est de vaincre tous ses adversaires en les faisant exploser à l'aide de bombes que le joueur peut déposer. Le jeu propose un mode multijoueur jouable à quatre joueurs en local et à huit joueurs en ligne. Il contient 14 environnements différents qui ont chacun leurs particularités, comme des sables mouvants ou des trappes. Le joueur peut personnaliser l'apparence de son personnage à l'aide d'items qu'il récupère au courant de ses parties.

## Commercialisation
Bomberman Ultra devient disponible sur PlayStation 3 en téléchargement à partir du PlayStation Network le 11 juin 2009 en Amérique du Nord et le 17 septembre 2009 en Europe.

## Accueil
Bomberman Ultra reçoit un accueil positif de la presse spécialisée. Il obtient un score de 81 % sur la base de 14 critiques sur le site Metacritic.